# International Correspondence Chess Federation
L’International Correspondence Chess Federation (en français : Fédération internationale du jeu d’échecs par correspondance) est l’organisme international qui rassemble les fédérations nationales de jeu d'échecs par correspondance. L'ICCF se consacre à la diffusion de la pratique des échecs par correspondance à travers l'organisation permanente de tournois internationaux : le Championnat du monde d'échecs par correspondance, les olympiades par correspondance et la Coupe ICCF, entre autres. L'ICCF décerne des titres échiquéens, calcula et publie le classement officiel des joueurs. Sa devise est : Amici Sumus (« Nous sommes amis », en latin), et son président actuel est Eric Ruch (France).

## ICSB - IFSB
En novembre 1927, l'Allemand Erich Otto Freienhagen (1863-1933) publia une annonce dans la Deutsche Schachzeitung invitant ses lecteurs à participer à des tournois d'échecs privés. Il reçut une réponse immédiate de diverses parties intéressées, organisant le premier concours en janvier 1928 avec huit joueurs d'échecs. Face à l'augmentation constante des inscriptions, Freienhagen décide de fonder l'ICSB (Internationaler Correspondenz Schachbund) le 15 août 1928, la première entité internationale créée pour organiser l'activité jusque-là promue par différents journaux de manière anarchique.
Quelques semaines plus tard, la discorde éclate entre ses dirigeants, culminant avec les Allemands Rudolf Durhssen (1889-1947), Kurt Laue (1887-1953), Hans von Massow (1912-1988) et les Néerlandais Johann Keemink (1900-1983) formant l'IFSB (Internationalen Fernschachbundes), le 2 décembre 1928 à Berlin. Freienhagen n'accepte pas de fusionner avec eux et continue de manière indépendante bien qu'avec une activité en déclin jusqu'à sa disparation. L'IFSB organise des tournois par catégorie et thématiques et même un championnat d'Europe par équipes. Avec le début de la Seconde Guerre mondiale, ses administrateurs acceptent de la dissoudre.

## ICCA - ICCF
À la fin de la guerre, le Suédois Erik Larsson (1915-2009) a pris contact avec plusieurs participants des compétitions IFSB pour les inviter à les reprendre. Pour maintenir l'esprit de l'institution disparue, il décide de donner vie à l'ICCA (International Correspondence Chess Association) le 2 décembre 1945. En 1946, il organise les préliminaires de la I.Olympiade internationale par équipes nationales et l'année suivante le premier championnat du monde individuel, entre autres activités.
En 1948, les divergences entre Baruch Wood (président) et Larsson (directeur des tournois et des publications) s'accentuent, ce dernier optant pour la démission. L'année suivante, Wood tomba malade, laissant l'ICCA sans tête.  Face à cette situation, Larsson décide d'intervenir pour la réorienter. Il convoque un Congrès des délégués des différentes ligues, qui se tient à Londres à Pâques 1951. À la suite des délibérations, l'ICCF (International Correspondence Chess Federation) est fondée le 26 mars 1951. 
En 2021, 55 fédération nationales étaient représentées .
L’ICCF depuis 1953 décerne les titres de maître international,  grand maître international par correspondance et maître international senior (1988) par correspondance qui sont reconnus par la Fédération internationale des échecs. Elle organise les championnats du monde d’échecs par correspondance (compétition individuelle homme, depuis 1946, et femmes depuis 1965) et les Olympiades d’échecs par correspondance (compétition par équipe nationale) hommes (depuis 1946) et femmes (depuis 1969). En 1968, il organise la première Coupe du monde. En 1987, il adopte le classement Elo pour ses compétitions.

## Membres
Actuellement, 55 fédérations nationales sont membres de l'ICCF.
- Europe: Allemagne, Angleterre, Autriche, Biélorussie, Belgique, Croatie, Danemark, Écosse, Espagne, Estonie, Finlande, France, Pays de Galles, Grèce, Hongrie, Irlande, Islande, Italie, Lettonie, Lituanie, Luxembourg, Norvège, Pays-Bas, Pologne, Portugal, Roumanie, Russie, Slovaquie, Slovénie, Suède, Suisse, Tchéquie, Turquie, Ukraine.

- Amériques : Argentine, Brésil, Canada, Chili, Cuba, Équateur, États-Unis, Guatemala, Mexique, Nicaragua, Panama, Paraguay, Pérou.

- Océanie : Australie, Nouvelle-Zélande.

- Afrique : Afrique du Sud.

- Asie : Inde, Indonésie, Israël, Japon, Philippines.

## Présidents
Lors du Congrès de Londres (1951), les premiers dirigeants de la nouvelle ICCF ont été élus : Jean-Louis Ormond (Suisse) Président, Cecil Purdy (Australie) et Edmund Adam (Allemagne de l'Ouest) vice-présidents.  Actuellement, le Français Eric Ruch le préside.
- 1951-1954:  Jean-Louis Ormond (Suisse) (1894-1986)
- 1955-1959:  Anders Elgesem (Norvège) (1888-1968)
- 1960-1987:  Hans Werner von Massow (Allemagne) (1912-1988)
- 1988-1996:  Hendrik Mostert (Pays-Bas) (1925-2002)
- 1997-2002:  Allan Borwell (Écosse) ((1937)
- 2003-2004:  Josef Mrkvicka (République Tchèque) (1951)
- 2005-2008:  Mohamed Samraoui (Algérie) (1953)
- 2009-....:  Eric Ruch (France) (1961)

L'AJEC est la fédération française membre de l'ICCF.

### Référence
1. ↑  ICCF 50th Jubilee Celebration, 2012.
2. ↑  Site de l'ICCF